# 刘品一
刘品一（1895年—1990年），名文章，字品一，以字行，经名穆罕默德·叶海亚，男，回族，直隶（今河北）沧州人，中国伊斯兰教人物，曾任中国伊斯兰教协会副会长，第四、五、六届全国政协委员。